# 2015 EG
2015 EG — дуже маленький астероїд, який зближується із Землею та Венерою. Відкритий 9 березня 2015 року в рамках Огляду Маунт-Леммон.
Дослідницький період, що завершився 5 березня 2019 року, охопив майже вісім років — цілих 2894 дні. Орбіта астероїда визначена з великою точністю. Цей астероїд був виявлений ще у 2011 році завдяки даним архівних спостережень, хоча про його існування стало відомо лише у 2015 році. Астероїд наближається до Землі кожні 4 роки, зробивши за цей час п'ять повних обертів навколо Сонця.
2015 EG обертається навколо Сонця кожні 293 дні, наближаючись до нього на відстань 0,56 а. о. і віддаляючись на 1,17 а. о. Його яскравість і альбедо свідчать про те, що його діаметр становить від 0,013 до 0,059 км — тобто він має розмір приблизно з автобус.
Спостерігається обертання 2015 EG. Він здійснює оберт навколо своєї осі кожні 1,29 години.

## Зближення
| Дата             | Відстань, а. о. | Відстаней до Місяця | небесне тіло |
| ---------------- | --------------- | ------------------- | ------------ |
| 06.06.1909 8:21  | 0,041096        | 16,0                | Земля        |
| 04.03.1933 1:32  | 0,038507        | 15,0                | Земля        |
| 06.06.1950 7:13  | 0,038189        | 14,9                | Земля        |
| 05.03.1970 17:38 | 0,034460        | 13,4                | Земля        |
| 04.03.1974 10:21 | 0,049795        | 19,4                | Земля        |
| 07.06.1991 1:07  | 0,037959        | 14,8                | Земля        |
| 18.12.1994 12:36 | 0,048616        | 18,9                | Венера       |
| 05.03.2015 3:21  | 0,011194        | 4,36                | Земля        |
| 05.03.2015 17:59 | 0,009970        | 3,88                | Місяць       |
| 04.03.2019 9:21  | 0,003134        | 1,22                | Місяць       |
| 04.03.2019 21:03 | 0,002952        | 1,15                | Земля        |
| 04.03.2023 16:01 | 0,035604        | 13,9                | Земля        |
| 06.06.2052 3:49  | 0,046406        | 18,1                | Земля        |
| 06.03.2096 9:11  | 0,047817        | 18,6                | Земля        |
| 05.03.2100 18:21 | 0,019574        | 7,63                | Земля        |
| 06.03.2104 15:59 | 0,037876        | 14,8                | Земля        |
| 05.06.2152 14:39 | 0,045113        | 17,6                | Земля        |
| 05.03.2187 20:08 | 0,043846        | 17,1                | Земля        |
| 05.03.2191 21:28 | 0,009899        | 3,86                | Земля        |
| 06.03.2191 4:09  | 0,008575        | 3,34                | Місяць       |